# Drymaria pachyphylla
Drymaria pachyphylla là loài thực vật có hoa thuộc họ Cẩm chướng. Loài này được Wooton & Standl. mô tả khoa học đầu tiên năm 1913.